# العميل 9: صعود وسقوط إليوت سبيتزر
العميل 9: صعود وسقوط إليوت سبيتزر هو فيلم وثائقي من إخراج أليكس غيبني عن قصة الحاكم السابق لولاية نيويورك إليوت سبيتزر و الفضيحة الجنسية التي أنهت حياته السياسية. عُرض لأول مرة في عام 2010 في مهرجان تريبيكا السينمائي في 24 أبريل 2010، كما عرض على آي تيونز وماغنوليا في 1 أكتوبر 2010، ثم في دور السينما في إصدار محدود في 5 نوفمبر 2010.
تم إنتاج الفيلم بالتعاون مع أون-كاميرا من مؤسسة سبيتزر. اعتمد المخرج بشكل رئيسي على كتاب بيتر إلكيد: «العدالة القاسية: صعود وسقوط إليوت سبيتزر».

## المساهمون
- جو برونو – نيويورك زعيم الأغلبية في مجلس الشيوخ في الفترة 1994-2008
- فريد ديكر – محرر في نيويورك بوست
- بيتر إلكيد – مؤلف كتاب العدالة القاسية: صعود وسقوط إليوت سبيتزر
- سكوت هورتون – أستاذ في كلية الحقوق بجامعة كولومبيا
- جيمي سيجل – مستشار إعلامي
- روجر ستون – مستشار سياسي
- جون وايتهيد – الرئيس السابق لـ جولدمان ساكس

## الاستقبال
حصل الفليم على تقييم 91% لـ 69 تقييم على موقع روتن توميتوز، متوسط التصنيقات 7.3/10. وعلى موقع ميتاكريتيك حصل على متوسط 68 من أصل 100.

## وصلات خارجية
- الموقع الرسمي
- العميل 9: صعود وسقوط إليوت سبيتزر على موقع IMDb (الإنجليزية)
- العميل 9: صعود وسقوط إليوت سبيتزر على موقع ميتاكريتيك (الإنجليزية)
- العميل 9: صعود وسقوط إليوت سبيتزر على موقع روتن توميتوز (الإنجليزية)
- العميل 9: صعود وسقوط إليوت سبيتزر على موقع نتفليكس (الإنجليزية)
- العميل 9: صعود وسقوط إليوت سبيتزر على موقع ألو سيني (الفرنسية)
- العميل 9: صعود وسقوط إليوت سبيتزر على موقع Turner Classic Movies (الإنجليزية)
- العميل 9: صعود وسقوط إليوت سبيتزر على موقع أول موفي (الإنجليزية)
- العميل 9: صعود وسقوط إليوت سبيتزر على موقع بوكس أوفيس موجو (الإنجليزية)
- العميل 9: صعود وسقوط إليوت سبيتزر على موقع فيلمافينيتي (الإسبانية)
- العميل 9: صعود وسقوط إليوت سبيتزر على موقع قاعدة بيانات الفيلم (الإنجليزية)